# Turówka leśna
Turówka leśna (Hierochloë australis (Schrad.) Roem. & Schult.) – gatunek trawy z rodziny wiechlinowatych. W zależności od ujęcia systematycznego zaliczana do rodzaju turówka lub tomka (w drugim ujęciu jako Anthoxanthum australe (Schrad.) Veldkamp). Występuje w Europie na obszarze od Włoch po Finlandię oraz od Niemiec po Ukrainę. W Polsce występuje głównie na północnym wschodzie, zanikając w kierunku zachodnim i południowym.

## Morfologia

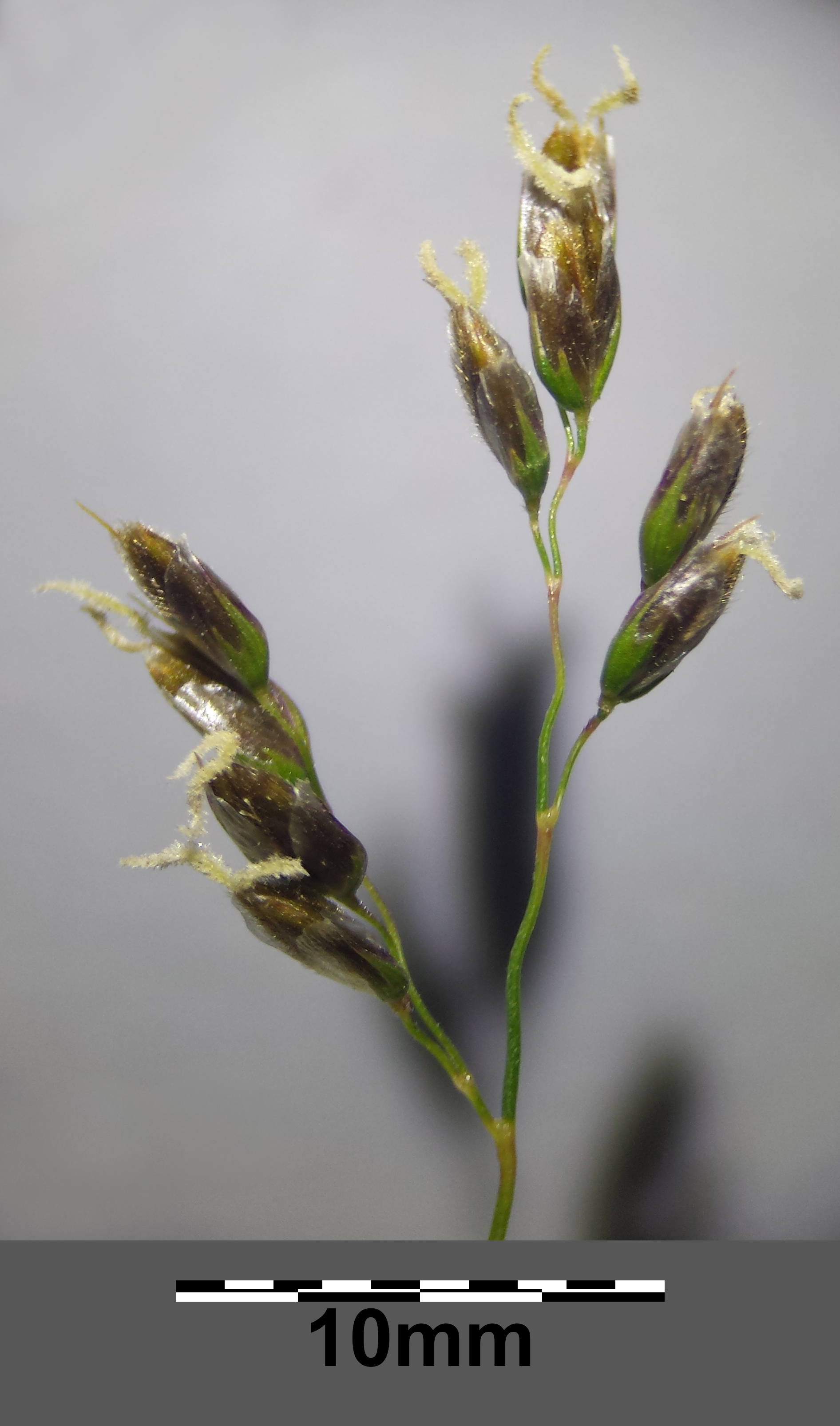
Kwiatostan

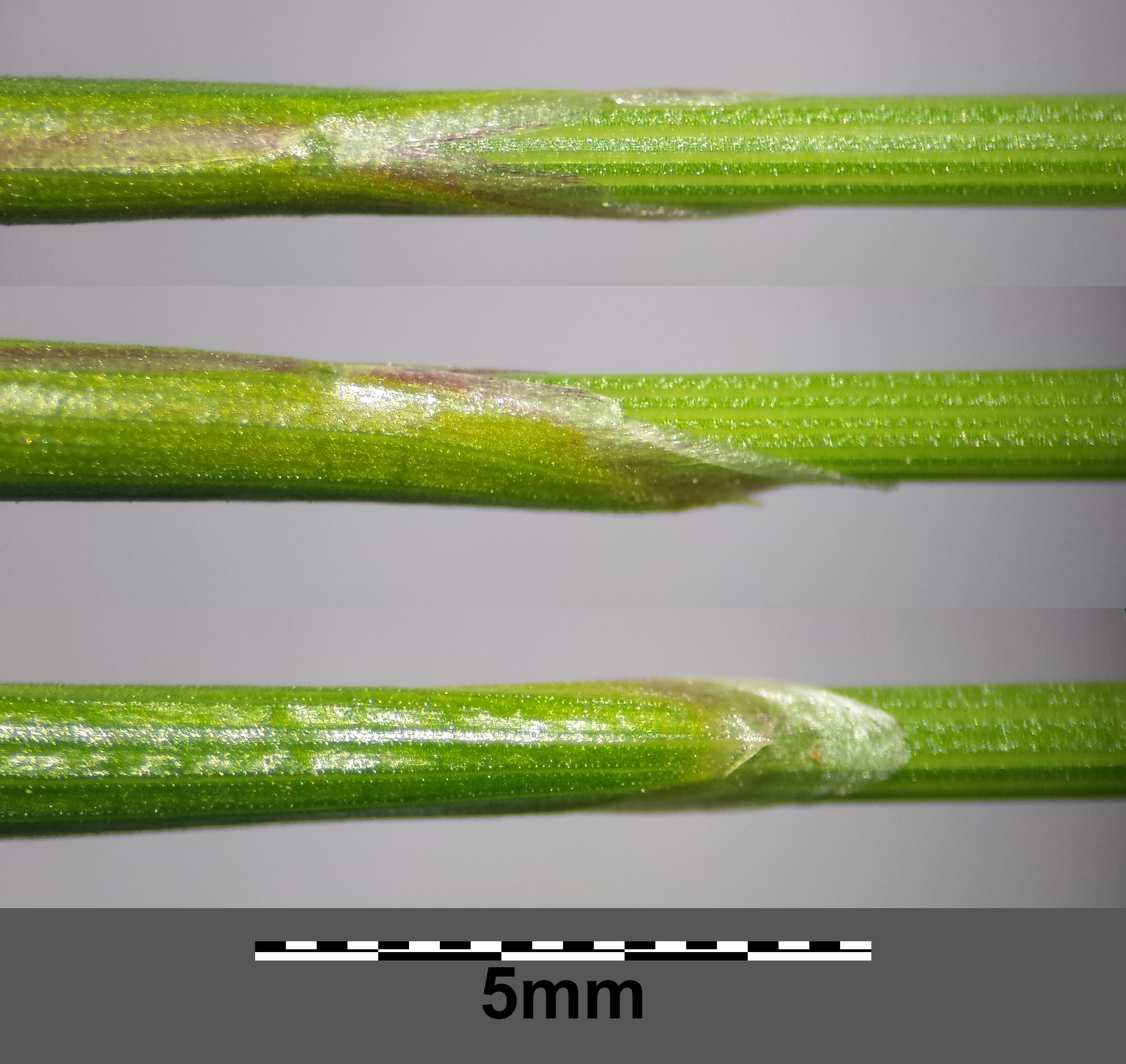
Najwyższy liść zredukowany do pochwy liściowej

PokrójTrawa luźnokępkowa.
ŁodygaCienkie źdźbło do 60 cm wysokości.
LiścieGórne liście bez blaszek.
KwiatyZebrane w 3-kwiatowe kłoski, te z kolei zebrane w wiechę. Oś pod kłoskami zgrubiała, owłosiona. Plewy tępe. W każdym kłosku znajdują się 2 dolne kwiaty pręcikowe oraz jeden kwiat słupkowy. Plewka dolna drugiego kwiatu pręcikowego ma na grzbiecie brunatną, skręconą i zgiętą ość.

## Biologia i ekologia
Bylina, hemikryptofit. Kwitnie w kwietniu i maju, jest wiatropylna. Rośnie w lasach, najczęściej w borach mieszanych, dąbrowach acydofilnych i borach sosnowych. Spotykana także w grądach, buczynie pomorskiej i świetlistej dąbrowie. Liczebność populacji dochodzi zwykle do kilkudziesięciu osobników.

## Zagrożenia i ochrona
Od 1983 roku roślina jest objęta w Polsce częściową ochroną gatunkową. W 2014 r. status ochronny został utrzymany w Rozporządzeniu Ministra Środowiska z dnia 9 października 2014 r. w sprawie ochrony gatunkowej roślin. 
Umieszczona na Czerwonej liście roślin i grzybów Polski (2006, 2016) w grupie gatunków narażonych na wyginięcie (kategoria zagrożenia: VU). Główne zagrożenie stanowi masowy zbiór roślin na potrzeby przemysłu spirytusowego, co w skrajnych przypadkach prowadzi do zaniku stanowisk. Część stanowisk znajduje się na obszarach chronionych, m.in. w parkach narodowych Białowieskim, Wigierskim, Poleskim i Roztoczańskim oraz w rezerwatach Jar Rzeki Raduni czy Zegrze.